# 邓韵
邓韵（1947年—），女，广东开平人，中国歌唱家、歌剧艺术表演家，曾任中国音乐家协会理事。